# 347 pr. n. št.
Stoletja: 5. stoletje pr. n. št. - 4. stoletje pr. n. št. - 3. stoletje pr. n. št.
Desetletja: 390. pr. n. št. 380. pr. n. št. 370. pr. n. št. 360. pr. n. št. 350. pr. n. št. - 340. pr. n. št. - 330. pr. n. št. 320. pr. n. št. 310. pr. n. št. 300. pr. n. št. 290. pr. n. št.
Leta: 352 pr. n. št. 351 pr. n. št. 350 pr. n. št. 349 pr. n. št. 348 pr. n. št.  - 347 pr. n. št. - 346 pr. n. št. 345 pr. n. št. 344 pr. n. št. 343 pr. n. št. 342 pr. n. št.

## Dogodki
- Filip Makedonski zavzame in poruši Olint.

## Smrti
- - Arhit, grški filozof, matematik, astronom, državnik, strateg, vojskovodja (* 428 pr. n. št.)
- - Platon, grški filozof (* 427 pr. n. št.)
- - Evdoks, grški astronom, matematik, zdravnik, filozof (* 410 pr. n. št.)